# Vasilij Pivcov
Vasilij Talgatovič Pivcov (* 16. srpna 1975, Alma-Ata, Kazašská SSR) je kazašský horolezec. V roce 2011 se stal 29. člověkem, jemuž se podařilo vystoupit na všech 14 osmitisícovek. Stačilo mu k tomu pouhých 10 let. V roce 2001 vystoupil na svůj první osmitisícový vrchol Gašerbrum I a na poslední chybějící K2 vystoupil v srpnu 2011 ve věku 36 let. Jeho spolulezcem na osmitisícovkách je Maxut Žumajev. Vasilij Pivcov je ženatý a má jednoho syna.

## Vyznamenání
- Řád cti – Kazachstán, 2007[1]

## Úspěšné výstupy na osmitisícovky
- 2001 Gašerbrum I (8068 m)
- 2001 Gašerbrum II (8035 m)
- 2002 Kančendženga (8586 m)
- 2002 Šiša Pangma (8013 m)
- 2003 Nanga Parbat (8125 m)
- 2003 Broad Peak (8047 m)
- 2004 Makalu (8465 m)
- 2005 Čo Oju (8201 m)
- 2006 Dhaulágirí (8167 m)
- 2006 Annapurna (8091 m)
- 2007 Mount Everest (8849 m)
- 2008 Manáslu (8163 m)
- 2010 Lhoce (8516 m)
- 2011 K2 (8611 m)

## Další úspěšné výstupy
- 1996 Chan Tengri (7010 m)
- 1997 Chan Tengri (7010 m)
- 1999 Chan Tengri (7010 m)
- 1999 Džengiš Čokusu (7439 m)
- 2000 Chan Tengri (7010 m)
- 2000 Chan Tengri (7010 m)
- 2002 Pik Lenina (7134 m)
- 2004 Chan Tengri (7010 m)
- 2008 Chan Tengri (7010 m)
- 2011 Chan Tengri (7010 m)